# Tunjice
Tunjice – wieś w Słowenii, w gminie Kamnik. W 2018 roku liczyła 286 mieszkańców.